# 33630 Swathiravi
33630 Swathiravi è un asteroide della fascia principale. Scoperto nel 1999, presenta un'orbita caratterizzata da un semiasse maggiore pari a 2,3037347 UA e da un'eccentricità di 0,0617412, inclinata di 6,12816° rispetto all'eclittica.